# Kościół Najświętszej Marii Panny Wspomożenia Wiernych w Miastku

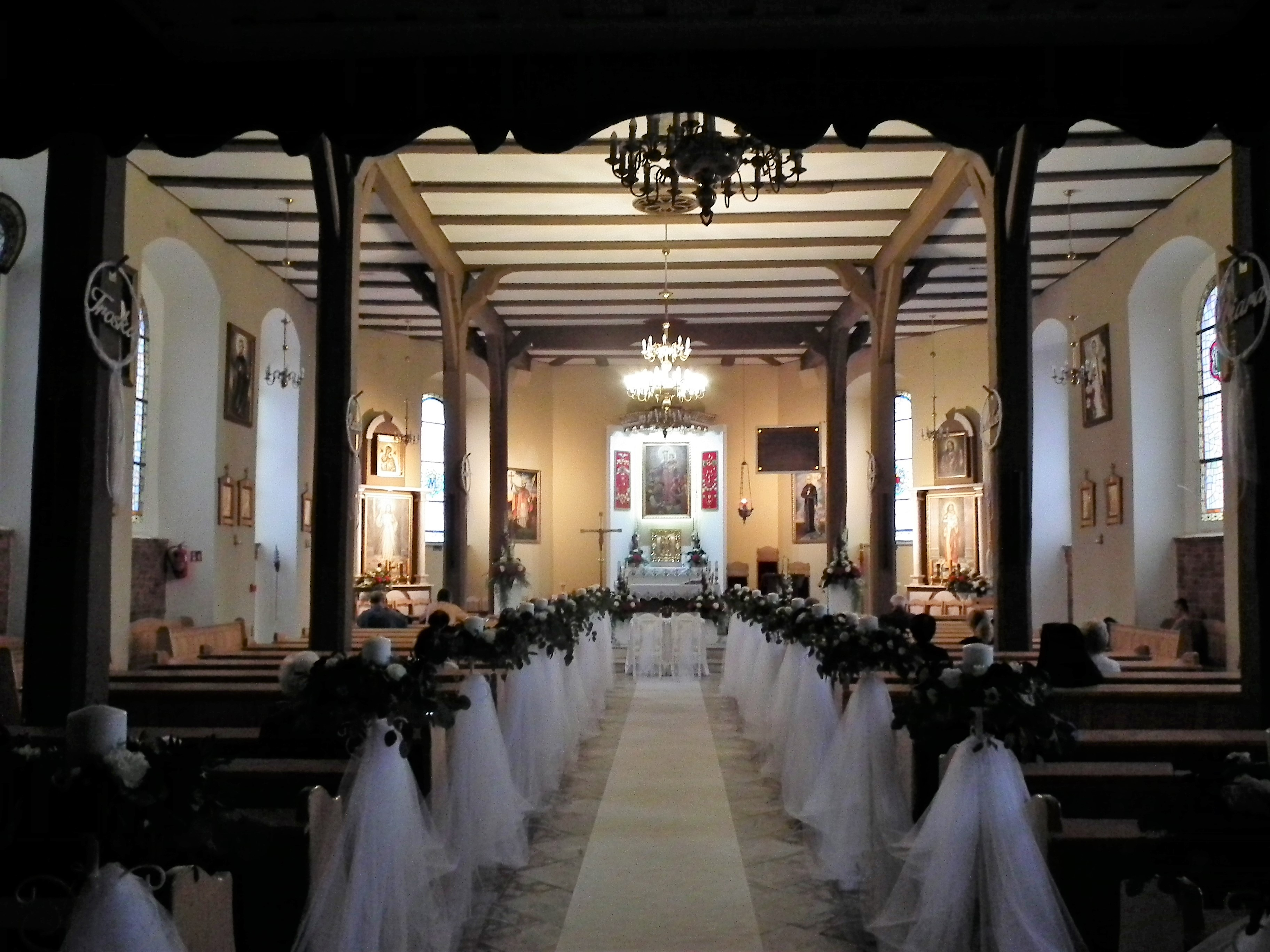
Wnętrze świątyni

Kościół pw. Najświętszej Marii Panny Wspomożenia Wiernych w Miastku – rzymskokatolicki kościół parafialny. Patronem pomocniczym świątyni jest św. Juda Tadeusz.

## Historia
Kościół wybudowano w latach 1730–1733 w stylu późnego baroku jako zbór ewangelicki w miejscu wcześniej istniejącego obiektu, spalonego w 1719 r. Świątynię często przebudowywano. Od 1861 roku do roku 1904 na kalenicy dachu znajdowała się wieżyczka kościoła. W 1904 roku do budynku kościoła dobudowano wieżę z małym wierzchołkiem. Od roku 1917 do 1927 wieża kościoła miała płaskie zwieńczenie. Kolejny remont kościoła wykonano w 1922 r. Przerobiono m.in. późnobarokowy ołtarz z około 1730 r. pierwotnie posiadający ambonę z bogatym zwieńczeniem w formie baldachimu. Od 1927 r. wieża posiada swój dzisiejszy kształt (charakterystyczny hełm).
Do końca II wojny światowej za kościołem od strony prezbiterium stał pomnik Bismarcka. Obecnie na oryginalnym postumencie znajduje się figura Chrystusa Króla.
Na początku XXI w. kościół przeszedł gruntowną modernizację: od strony północnej kościoła dobudowano zakrystię, naprawiono i odrestaurowano zegar na wieży kościelnej, odnowiono elewacje, zakupiono nowe mosiężne żyrandole i stacje drogi krzyżowej, ułożono posadzkę z marmuru, zamontowano stylizowaną mosiężną balustradę, z nowym krzyżem w prezbiterium. Kościół otrzymał nowe ławki, ołtarz, ambonę.

## Architektura
Usytuowany na niewielkim wzniesieniu umocnionym kamiennym murem oporowym kościół jest jednokondygnacyjną budowlą, na planie wydłużonego prostokąta zamkniętego w części wschodniej trójbocznie. W zachodniej części kościoła znajduje się czworoboczna, bogato dekorowana gzymsami wieża, nakryta fantazyjnym 8-bocznym hełmem. U podnóża wieży znajduje się główny wejściowy portal, złożonym z klasycystycznych kolumn, nad którymi można dostrzec herb dawnych właścicieli Miastka - rodziny von Massowów. W narożnikach przy wieży umieszczone są półkoliste przybudówki.

## Zabytkowe wyposażenie wnętrza
Do nielicznych zachowanych zabytkowych elementów wystroju wnętrza kościoła należą zakupione w 1876 r. w Szczecinie dwunastogłosowe organy B. Grüneberga, barokowa ambona i neogotycka chrzcielnica (ambona i chrzcielnica pochodzą z nieczynnego kościoła w Ciecholubiu, natomiast jeden z trzech dzwonów kościelnych z kościoła w Dretyniu.

## Tablice pamiątkowe
Na wewnętrznych i zewnętrznych ścianach świątyni umieszczone są następujące tablice pamiątkowe:
- upamiętniająca proboszczów miasteckich począwszy od 1917 (2018),
- wysławiająca Boga za 2000 lat chrześcijaństwa i pontyfikat papieża Jana Pawła II,
- upamiętniająca stulecie parafii (2017),
- upamiętniająca 25-lecie pontyfikatu Jana Pawła II,
- upamiętniająca organistę miasteckiego w latach 1965-2008, Józefa Wardaka (1940-2008).